# Gymnoscelis aenictopa
Gymnoscelis aenictopa là một loài bướm đêm trong họ Geometridae.